# Isla Siau

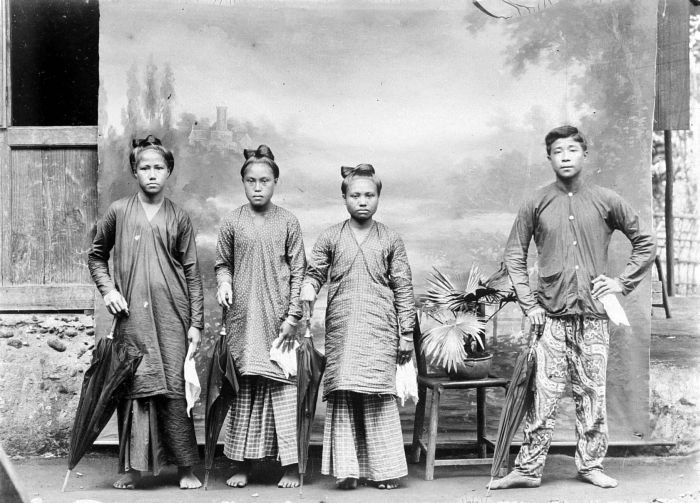
Isleños de la isla Siau.

La isla Siau es una isla ubicada en Célebes Septentrional, Indonesia, que hace parte del archipiélago de Sangir aproximadamente a 130 km de la punta norte de Célebes en el mar de Célebes.
La parte norte de la isla forma el volcán Karangetang (Api Siau),uno de los volcanes más activos de Indonesia.
La población de la isla es de alrededor de 22.000 hab. La isla fue recientemente identificada como hogar del tarsero de la Siau (Tarsius tumpara).